# 德里克·胡德
德里克·德韦恩·胡德（英語：Derek Dwayne Hood，1976年12月22日—），美国NBA联盟前职业篮球运动员。